# الحروب الأهلية الإريترية
الحرب الأهلية الإرترية الأولى هي حرب أهلية وصراع مسلح في إرتريا بين جبهة التحرير الإريترية ضد الجبهة الشعبية لتحرير إريتريا والجبهة الشعبية لتحرير تجراي من 1 فبراير 1972 إلى 13 فبراير 1974. جبهة التحرير الإرترية حاولت قمع المجموعات المنشقة عن قيادتها، المعارضة شملت المسيحيين الذين استاؤوا من تحيز جبهة التحرير الإرترية إلى المسلمين المزعوم وهم سكان الساحل الإرتري، وكذلك الماركسيين. فشل جبهة التحرير الإرترية في قمع المجموعات المنشقة، الذي نهاية المطاف وحدت أنفسها في الجبهة الشعبية لتحرير إريتريا (EPLF).

## خلفية تاريخية
في 1952, اتحدت إريتريا مع إثيوبيا فيدراليا تحت جدل محلي كبير في جميع أنحاء الاتحاد وكان لإريتريا حكم ذاتي، كانت اختيارهم إلى حد بعيد غير قانونية إلى جانب تعليم لغة التغرانيا ولغة التقري والعربية. مع زيادة الانقسام التي زرعته الصحافة المحلية بين المسيحيين والمسلمين تم تشكيل جبهة التحرير الإرترية من عدد من المثقفين المسلمين بالقاهرة سنة 1960 ، هذه المنظمة كانت اشتراكية في طبيعتها ومع ذلك جذبت العديد من المقاتلين المسلمين في 1960 في وقت مبكر. وفي وقت متأخر من 1960 إلا أن الإحباط من الإبقاء على الاتحاد دفعت المسيحيين الإريتريين إلى الانضمام إلى الكفاح من أجل الاستقلال. اندماج المسيحيين في الجبهة تحت قيادة المسلمين سبب احتكاك بين الحرس القديم والراديكالية الجديدة الطلابية. هذا الاحتكاك أدى إلى فصل بين أجزاء جبهة التحرير الإريترية ELF عن قيادتها، مما أثار الحرب الأهلية. في كلمات لقادة ELF أكدت، الغرض من الصراع هو تصفية المعارضين«... نحن مستمرون بتأكيد في الثورة لتصفية الثورة المضادة..».

## المجموعات العسكرية المشاركة

### الجبهة الشعبية لتحرير إريتريا
من الناحية العامة فإن الجبهة الشعبية لتحرير إريتريا هي مجموعة عسكرية ماركسية (EPLF) قاتلت في حرب الاستقلال الإريتيرية وضد جبهة التحرير الإريترية (ELF) في الحرب الأهلية الإريترية لكن هذا التنظيم تحول إلى الجبهة الشعبية للديمقراطية والعدالة في 1991 وأصبح يعد التنظيم السياسي القانوني الوحيد في إريتريا وتزعمه من البداية أسياس أفورقي ورمضان محمد نور. إن EPLF كان فيها مساواة كبيرة حيث كان %30 من المقاتلين من النساء. النساء المقاتلات كان لهم تأثير في المجتمع المحافظ الإريترية. الجبهة الشعبية لتحرير إريتريا وجبهة التحرير الإريترية كانتا أبرز فصيلين في الحرب الأهلية الإريترية الأولى والحرب الأهلية الإريترية الثانية. في وقت مبكر من 1980 تم جددت النزاعات المسلحة مع منافستها جبهة التحرير الإريترية مما أدى إلى تهميش هذه الأخيرة ودفعها إلى السودان المجاورة. وبقيت EPLF الفصيل العسكري الوحيد ذات الصلة بمعارضة الاحتلال الإثيوبي في إريتريا. برزت الجبهة الشعبية لتحرير إريتريا كالقوة المهيمنة المتمردة الوحيدة في وقت مبكر من 1977 واستمرت في النضال في حرب الاستقلال الإريتيرية حتى عام 1991 حيث نجحت في تحرير إريتريا في 24 مايو 1991 وذلك في استخدام أسلوب حرب العصابات لكن بأسلوب حديث بفضل دعم مختلف الدول لها وبمعرفتها للمنطقة. ثالث وآخر مؤتمر الجبهة الشعبية لتحرير إريتريا تم عقده في 1994 في أسمرة. كان من أهم أسبابه تحويل الجبهة من منظمة عسكرية إلى حركة سياسية. فتغير اسم المنظمة إلى الجبهة الشعبية للديمقراطية والعدالة (PFDJ) وهي تعد الآن الحزب القانوني الوحيد في إريتريا.

### جبهة التحرير الإريترية
جبهة التحرير الإريترية (ELF) كانت حركة الاستقلال الرئيسية في إريتريا التي سعت إعلان استقلال هذه الأخيرة عن إثيوبيا خلال الفترة من 1960 و1970. في أواخر 1950, هذه الحركة السياسية غير المنظمة سعت للاستقلال سرا عبر خلايا صغيرة حتى يوليو 1960, تم علنا إنشائها في القاهرة من قبل إدريس محمد آدم ومثقفين وطلاب إريتريين آخرين. في 1961 ، حامد إدريس عواتي شكل الجناح العسكري لمنظمة ELF وأعلن الكفاح المسلح من أجل الاستقلال. بقيادة عواتي فدخل حيز صراع عنيف مع الحكومة الإثيوبية ابتداء من 1 سبتمبر 1961, باستخدام تكتيكات حرب العصابات لمواصلة النضال. على الرغم من أن هذه الحركة كان لها مشاكل كبيرة مع الجيش والحكومة الإثيوبية وكانت تواجه أيضا صراعات سياسية داخلية في وقت متأخر جدا 1960. في 1970, مجموعة من أعضائها قسموا الحركة إلى نصفين وشكلوا الجبهة لتحرير الشعبية إريتريا، أكثرهم يساريون حركة. وفي 1980، الجبهة الشعبية لتحرير إريتريا حلت محل جبهة التحرير الإريترية الأصلية وأصبح المجموعة الرئيسية المتمردة في حرب الاستقلال الإريترية. وفي أعقاب طرد ELF من الأراضي الإريترية، المنظمة تقسم إلى ثلاث مجموعات رئيسية: جبهة التحرير الإريترية - المجلس الثوري، بقيادة أحمد ناصر، جبهة التحرير الإريترية - القيادة المركزية التي في نهاية المطاف توحدت في عام 1987 مع الجبهة الشعبية لتحرير إريتريا، وما تبقى من الفصائل بقيادة عبد الله إدريس احتفظت بالاسم الأصلي (أي جبهة التحرير الإريترية واستراتيجيتها في القتال خاصة حيث أيدولوجيتها القتالية هي حرب العصابات لكن بأسلوب خاص يدعى "حرب العصابات الإريترية لكن هذا لم يساهم في شيء إلا اندلاع الحرب الأهلية الإريترية الأولى والحرب الأهلية الإريترية الثانية.

## الحرب
كانت الحرب الأهلية الأولى صراعا بين ELF ضد المنظمات الشعبية الوليدة من قوات التحرير كالجبهة الشعبية لتحرير إريتريا التي كانت سابقا تحت قيادة ELF. بدء القتال في فبراير شباط 1972 وانتشر من خلال الأراضي المنخفضة، ولا سيما ساحل البحر الأحمر. في نهاية المطاف هذا الصراع انتشر إلى مزيد من المرتفعات حتى عام 1974 الذي بدأ الدول تدعوا فيه إلى وقف إطلاق النار. في وقت عندما كانت حركة الاستقلال قريبة من الانتصار على إثيوبيا.